# Kari Hotakainen

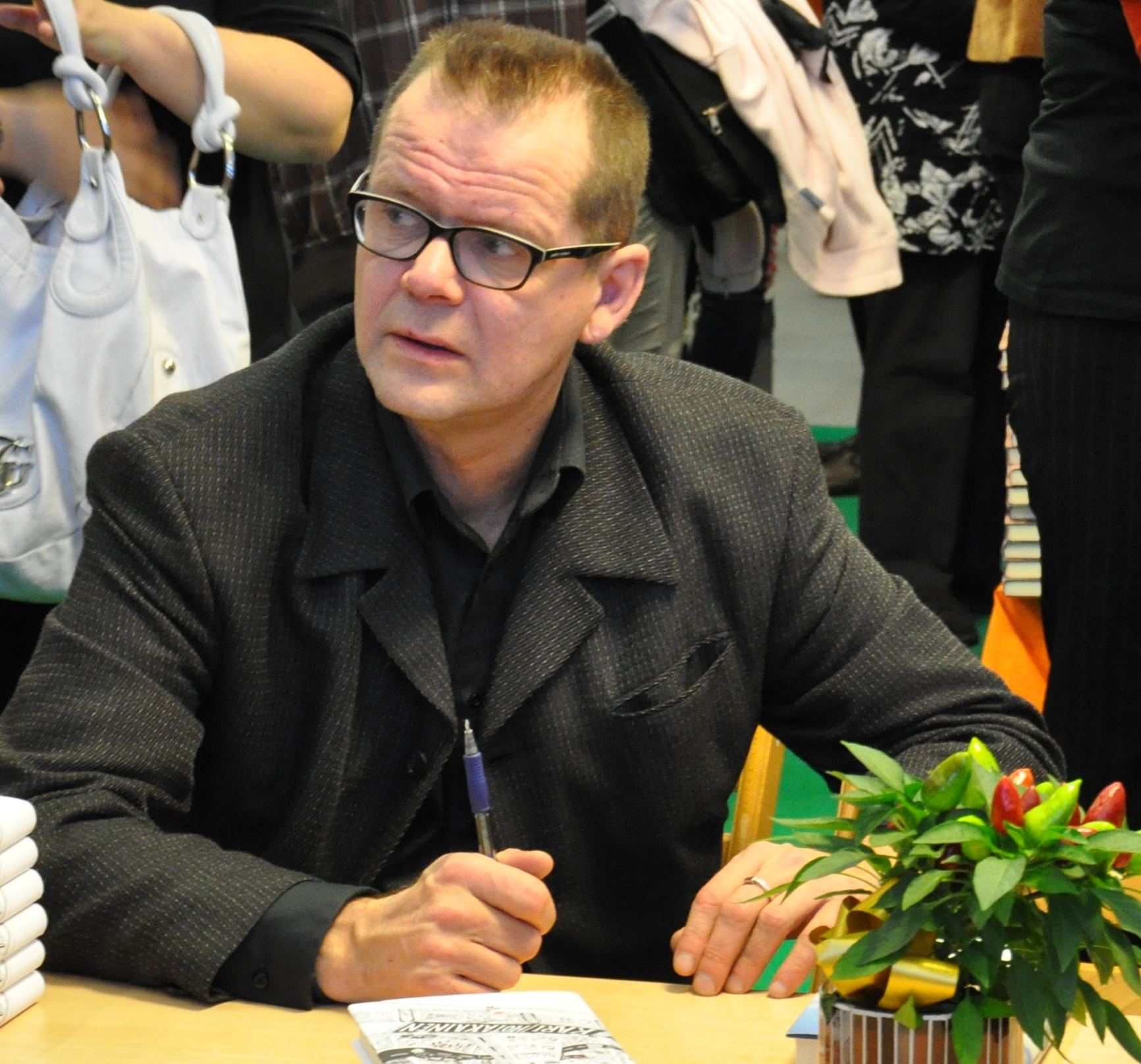
Kari Hotakainen auf der Buchmesse in Turku im Jahr 2009.

Kari Matti Hotakainen (* 9. Januar 1957 in Pori, Finnland) ist ein finnischer Schriftsteller. Seine Werke sind in über 20 Sprachen übersetzt worden, u. a. ins Deutsche und ins Schwedische. Sein Schreibstil wird als ironisch und gesellschaftskritisch bezeichnet.

## Leben
Kari Hotakainen wurde 1957 im südwestfinnischen Pori geboren. Nach dem Abitur 1976 studierte Hotakainen Finnische Literatur als Hauptfach an der Universität Helsinki. Er hat zwei Kinder und ist seit 1983 mit Tonmeisterin Tarja Laaksonen verheiratet. Er lebt seit 1986 in Helsinki.
Mit dem Schreiben begann Hotakainen zuerst als Journalist. Seine Schriftstellerkarriere begann Anfang der 1980er Jahre mit Lyrik: Sein Debüt-Werk Harmittavat takaiskut, ein Gedichtband, erschien 1982. In den 1990er Jahren erschienen die ersten Kinderbücher und Romane, seither ist seine Produktion mehr von Prosadichtung als von Lyrik geprägt. Hotakainen ist ein vielseitiger Schriftsteller; er ist auch ein ausgezeichneter Dramatiker und hat zudem einige Hörspiele geschrieben. Für das finnische Fernsehen schrieb er im Jahr 2002 eine 10-teilige Dramaserie. Vor seiner Karriere als freiberuflicher Schriftsteller arbeitete Hotakainen u. a. als Nachrichtenredakteur und in der Werbeabteilung des finnischen Verlags WSOY. Er schrieb auch Kolumnen u. a. für die größte finnische Tageszeitung Helsingin Sanomat. Als freiberuflicher Schriftsteller arbeitet er seit 1996.
Der Durchbruch gelang Hotakainen mit dem Werk Klassikko („Der Klassiker“), das im Jahr 1997 auch Kandidat für den Finlandia-Preis war. Im Jahr 2002 erschien der Roman Juoksuhaudantie, der 2002 den Finlandia-Preis und 2004 den Literaturpreis des Nordischen Rates erhielt (deutsche Übersetzung Aus dem Leben eines unglücklichen Mannes 2006). Einen Dramatiker-Preis vom Nordic Drama Awards erhielt er 2006 für sein Schauspiel Punahukka. Der Roman Huolimattomat (Die Leichtsinnigen 2006) stand 2006 erneut auf der Kandidatenliste für den Finlandia-Preis. 2010 erhielt er den Runeberg-Preis für Ihmisen osa. Für Klassiko wurde er 1998 mit der Danke-für-das-Buch-Medaille ausgezeichnet.
Am 3. März 2012 war Hotakainen in einem Verkehrsunfall verwickelt bei dem zwei Menschen ums Leben kamen. Hotakainen selbst erlitt Verletzungen.

## Werke
Kari Hotakainen veröffentlichte sein erstes Werk, den Gedichtband Harmittavat takaiskut („Peinliche Rückschläge“) 1982. In den 1980er Jahren war er zunächst als Lyriker bekannt, bis im Jahr 1990 sein erstes Kinderbuch Lastenkirja („Das Kinderbuch“) erschien. Seitdem konzentrierte er sich auf Prosa und schrieb vor allem Romane, Schauspiele, Novellen sowie Kinder- und Jugendbücher. Trotzdem lässt sich in seinen Romanen Hotakainens Hintergrund als Lyriker bemerken.
In seinen Büchern beschreibt Kari Hotakainen oft das Alltagsleben mit Ironie und schwarzem Humor. Er ist für seine klugen Wortspiele und übertriebenen, kreativen Metaphern bekannt. Die häufigsten Themen in Hotakainens Werken sind Familie, Arbeit und Geschlechtersunterschiede. Oft wird die absurde Seite des modernen Alltags beschrieben. Der gesellschaftskritische Roman Bronks (1993) ist sein einziges Werk, das zum Science-Fiction-Genre gehört.
Hotakainens erster Roman, Buster Keaton – elämä ja teot (Buster Keaton – Leben und Werke 2001) erschien im Jahr 1991. Der Roman erzählt von dem Filmschauspieler Buster Keaton, ist aber keine traditionelle Biografie, sondern eine Serie von fiktiven und surrealen Erzählungen über Keaton aus dem Blickwinkel seiner Familie, von Clint Eastwood, Charlie Chaplin und anderen.
Seinen Durchbruch hatte Kari Hotakainen mit seinem im Jahr 1997 erschienenen, teilweise autobiographischen Roman Klassikko („Der Klassiker“), der auch verfilmt wurde. Sein größter Erfolg ist bislang der Roman Juoksuhaudantie (2002) (Aus dem Leben eines unglücklichen Mannes 2006). Der Roman wurde mit dem größten Literaturpreis in Finnland, dem Finlandia-Preis, und später mit dem renommierten Literaturpreis des Nordischen Rates sowie dem Runeberg-Preis ausgezeichnet. Auch Juoksuhaudantie wurde verfilmt.
2018 schrieb er die autorisierte Biografie des Formel-1-Rennfahrers Kimi Räikkönen, die auf Englisch unter dem Titel The Unknown Kimi Räikkönen und auf Deutsch als Der unbekannte Kimi Räikkönen erschien. Von dieser Biografie wurden in Finnland von Mitte August bis Ende September 2018 100.000 Exemplare verkauft, was für ein Sportbuch einen neuen Rekord bedeutete. Im Jahr 2018 war die Biografie gemäß der finnischen Zeitung Ilta Sanomat das meistverkaufte Buch.

## Deutsche Übersetzungen
- Lieblingsszenen 2001 (Sydänkohtauksia), ISBN 3-10-033640-2
- Buster Keaton – Leben und Werke. 2001 (Buster Keaton – Elämä ja teot.), ISBN 3-596-14280-6
- Ohne Hemd 2003 (Näytän hyvältä ilman paitaa), ISBN 3-596-80418-3
- Flöten gehn ist gar nicht schlecht 2005 (Hukassa on hyvä paikka)
- Aus dem Leben eines unglücklichen Mannes 2005 (Juoksuhaudantie), ISBN 3-492-27083-2
- Die Leichtsinnigen 2007 (Huolimattomat), ISBN 978-3-492-05112-5
- Der unbekannte Kimi Räikkönen 2018, ISBN 978-3-7857-2651-8

## Wichtigste Werke
- Harmittavat takaiskut 1982 (Gedichtband)
- Kuka pelkää mustaa miestä 1985 (Gedichtband)
- Buster Keaton: Elämä ja teot. 1991
- Bronks 1993
- Klassikko 1997
- Sydänkohtauksia, eli kuinka tehtiin Kummisetä 1999
- Näytän hyvältä ilman paitaa 2000 (Jugendbuch)
- Juoksuhaudantie 2002
- Huolimattomat 2006
- Ihmisen osa 2009
- Tuntematon Kimi Räikkönen 2018 ISBN 978-952-234-538-7

## Wichtigste Schauspiele
- Hukassa on hyvä paikka (Stadttheater Helsinki 1999)
- Sydänkohtauksia (Arbeitstheater Tampere 2002, Stadttheater Kuopio 2003)
- Punahukka (KOM-teatteri 2005, Stadttheater Joensuu 2007, Theater Riihimäki 2009)

## Auszeichnungen (Auswahl)
- 2000 Topelius-Preis